# Stöckacker

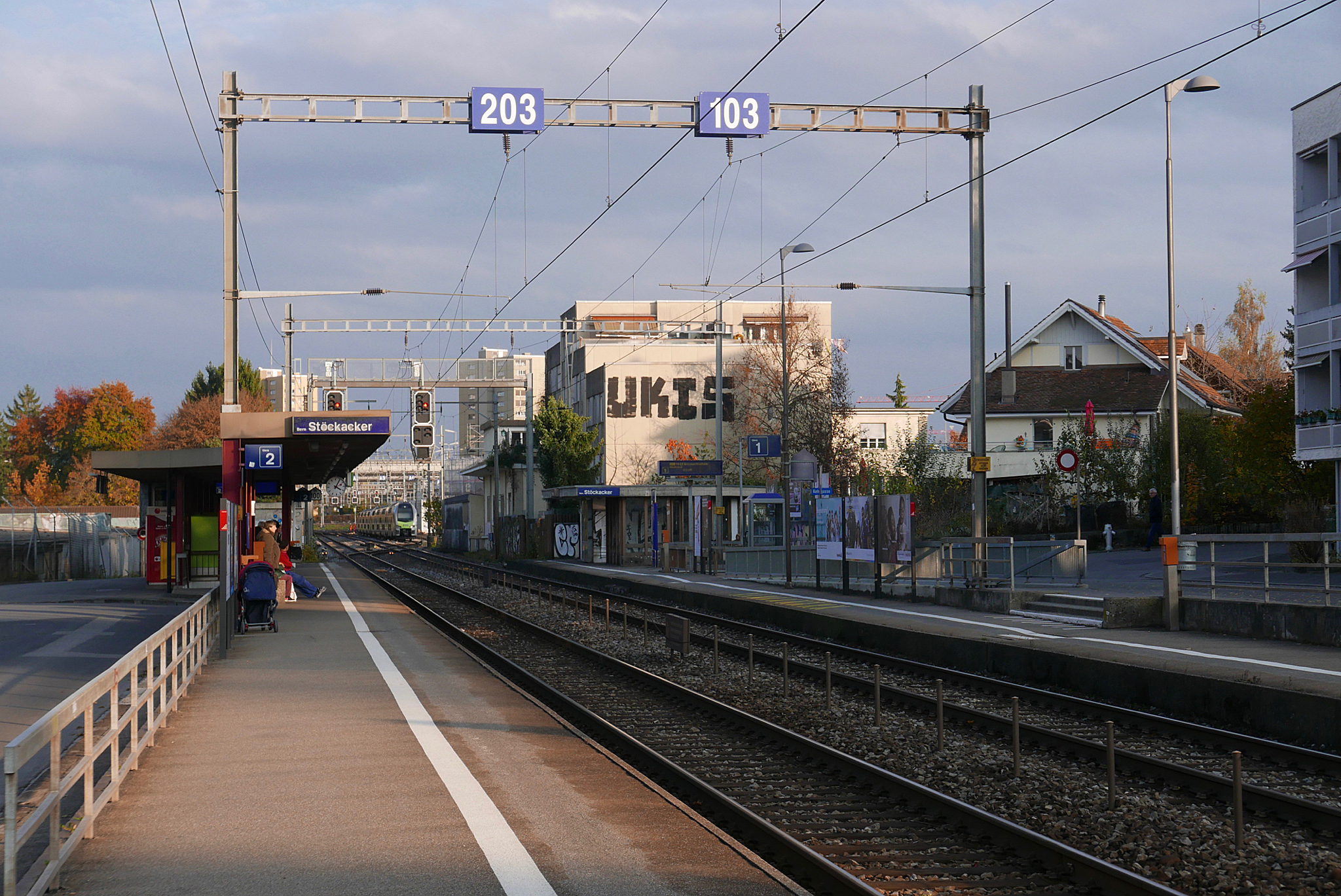
Bahnhof Stöckacker

Stöckacker ist ein statistischer Bezirk im Stadtteil VI Bümpliz-Oberbottigen im Westen der Stadt Bern. Zugleich ist er ein grösseres gebräuchliches Quartier, wobei der Westteil im statistischen Bezirk Bethlehem liegt. Die Nachbarquartiere sind die zu Bethlehem gehörigen Blumenfeld und Untermatt, die zu Bümpliz gehörenden Bodenweid, Bümpliz Süd, Bümpliz Dorf und Schwabgut sowie die zum Stadtteil III Mattenhof-Weissenbühl gehörigen Weyermannshaus und Ausserholligen.
Im Jahr 2022 wurden für den statistischen Bezirk 2'114 Einwohner angegeben, davon 1'384 Schweizer und 730 Ausländer. Das grössere gebräuchliche Quartier zählte 3'193 Einwohner, davon 1'949 Schweizer und 1'244 Ausländer.

## Geschichte
Das Gebiet des Stöckackerquartiers war früher bewaldet. Der französische General Pigeon entschloss sich 1798 bei seinem Marsch auf Bern, 6000 Mann auf dem Bümplizfeld (dem heutigen Schwabgut/Tscharnergut) in einem Feldlager einzuquartieren. Es entstand ein grosser Bedarf an Brennholz, und die Invasoren bedienten sich in der nahen Stöckwaldung, die dadurch verwüstet und weitgehend abgeholzt wurde. Der Stöckwald sollte anschliessend wieder aufgeforstet werden (nach der Burgerholzgemeinde Bümpliz) oder ein Exerzierplatz («Trüllplatz») werden (nach der politischen Gemeinde Bümpliz). 1826 wurde die unerlaubte Rodung nachträglich genehmigt. Die Einwohnergemeinde Bümpliz verfolgte mit der Nicht-Wiederaufforstung auch das Ziel, in Stöckacker eine Wohnlandreserve zu haben. 1882 wurde der ehemalige Stöckwald parzelliert und an 28 «Burger und Korporationsgenossen» verkauft. Obwohl eine Klausel vorsah, dass zu keinen Zeiten und unter keinen Umständen ein Gebäude erstellt werde, wurde gebaut und der Stöckacker danach «das typische Arbeiterviertel von Bümpliz». Da die Bewohner vorwiegend in Bern arbeiteten und nach damaligem Recht dort ihre Steuern entrichteten, sie ihre Kinder aber in die Schulen der Gemeinde Bümpliz schickten, wurde dies für Bümpliz eine zunehmende finanzielle Belastung. Die Verhandlungen zur Eingemeindung nach Bern wurden nicht zuletzt deshalb forciert, Bern hatte aber zunächst wenig Interesse, die bankrotte Gemeinde Bümpliz zu übernehmen, und gewährte stattdessen Kredite. Die Eingemeindung wurde dann am 5./6. Oktober 1918 an der Urne entschieden. Bern genehmigte die Fusion mit 7559 Ja gegen 2901 Nein, Bümpliz mit 631 Ja gegen 17 Nein. Die Besiedelung des Stöckackers mit ihren Folgen trug wesentlich zur Fusion bei.
Aufgrund der Wohnungsnot während und nach dem Zweiten Weltkrieg errichtete die städtische Bauverwaltung gemeinsam mit der Gesellschaft zur Förderung des Wohnungsbaus für Verwaltungsangestellte 1944 bis 1946 die erste die erste städtische Mehrfamilienhaussiedlung Stöckacker der Nachkriegszeit in Bern. Architekten waren Walter Haemmig sowie M. & O. Lutstorf. Kurz danach wurde die Siedlung Meienegg im Zeitraum von 1949 bis 1955 gebaut. Hans und Gret Reinhard waren die Architekten, die Bauherrschaft hatte die Familienbaugenossenschaft. Es war die erste rein genossenschaftlich organisierte Mehrfamilienhausüberbauung in Bern und aus sozialgeschichtlicher Sicht wegweisend.
Da die geringe Baudichte den heutigen Wohnungsbedarf nicht befriedigen konnte, baute man im Süden einen Teil der Mehrfamilienhäuser zurück und realisierte das Projekt Stöckacker Süd auf dem Gelände der ersten Siedlung Stöckacker. Die Planungen begannen 2008. Unter 35 Projekten setzte sich das Projekt «Regina» der Zürcher Büros Michael Meier und Markus Hug Architekten sowie Armon Semadeni Architekten ETH durch. Drei abgewinkelte Häuser mit jeweils vier Geschossen bieten insgesamt 146 Wohnungen unterschiedlicher Ausprägung (Geschosswohnungen, Alterswohnungen, Town Houses).
Geplant ist eine weitere Verdichtung im Norden, wo die Siedlung Meienegg teilweise durch eine neue Überbauung ersetzt werden soll. Eine Herausforderung ist, dass die Siedlung im Inventar der städtischen Denkmalpflege als «erhaltenswert» eingestuft ist. Die Interessenabwägung zeigt, dass zwei Drittel bis drei Viertel entwickelt, transformiert und nachverdichtet werden können, der verbleibende Rest soll vorerst erhalten bleiben. Im Sommer 2019 begann ein Projektwettbewerb, frühestens 2023 ist mit einem Baubeginn zu rechnen.

## Kultur und Bildung
Im August 2018 ging im Schulhaus Stöckacker die erste Ganztagesschule in der Stadt Bern mit zwei Klassen in Betrieb. Sieben Bausteine bestimmen diesen Schultyp: schulischer Unterricht, schulergänzende Angebote in der Freizeit, Rhythmisierung des Tagesablaufs durch die stärkere Verbindung von Unterricht und Betreuung, angepasste Räumlichkeiten, Pflichtenhefte der Lehr- und Betreuungspersonen, Verpflegung und Kooperationen der Ganztagesschulen im Quartier. Die Schule gehört zum Schulstandort Schwabgut, die Volksschule Stöckcker soll in den kommenden Jahren gesamtsaniert und erweitert werden.
Der StöckTreff ist ein Treffpunkt für alle Generationen und verschiedene Freizeitbeschäftigungen. Die im August 2018 eröffnete Kulturbar Becanto soll ein Ort der Gemeinschaft und der Begegnung werden und den sozialen Mittelpunkt des Quartiers bilden. Im Osten vor dem Industriegelände der ewb befindet sich eine Kleingartenanlage.

## Handwerk und Industrie
Grösstes in Stöckacker ansässiges Unternehmen ist Energie Wasser Bern (ewb), das Strom-, Wasser-, Erdgas-, Abfallverwertungs- und Wärme-Versorgungsunternehmen der Stadt Bern. Darüber hinaus finden sich einige kleinere Unternehmen und Handwerkbetriebe.

## Verkehr
Vom Bahnhof Stöckacker im Norden verkehren die von der BLS angebotenen S-Bahn-Linien S 52 ab Lyss sowie die S 51 ab Bern Brünnen Westside zum Hauptbahnhof Bern. An der Grenze zu Ausserholligen steht der Bahnhof Europaplatz, wo die BLS und die SBB den Bahnhof Bern Europaplatz direkt mit Bern Hauptbahnhof, Thun, Biel, Schwarzenburg, Belp, Fribourg, Laupen und Langnau im Emmental verbinden. Die Strassenbahnlinien 7 (Bümpliz – Ostring) und 8 (Brünnen Westside Bahnhof – Saali) sowie der Bus 31 (Europaplatz – Niederwangen) komplettieren die verkehrstechnische Anbindung.
Östlich verläuft die Autobahn A12 mit der nahen Ausfahrt Bern-Bümpliz/Köniz.